# Gilfach Goch
Gilfach Goch is een plaats in het Welshe graafschap Rhondda Cynon Taf. Gilfach Goch telt 2532 inwoners.

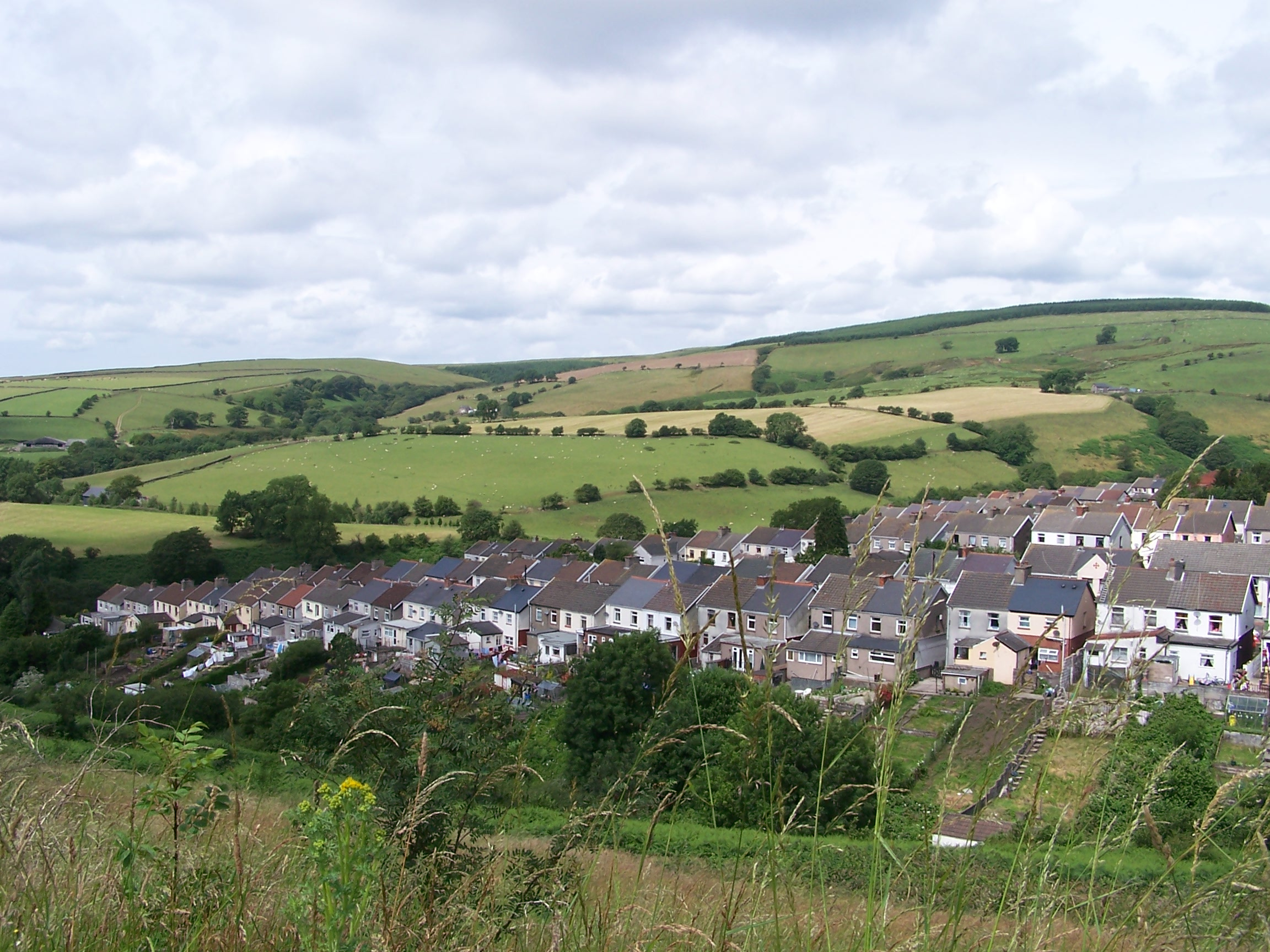
Gilfach Goch